# Platform controller hub

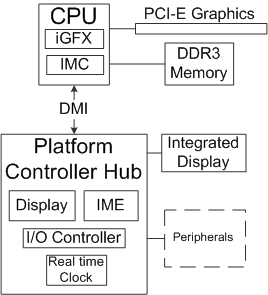
Schéma de l'architecture de la carte mère avec le chipset Platform Controller Hub

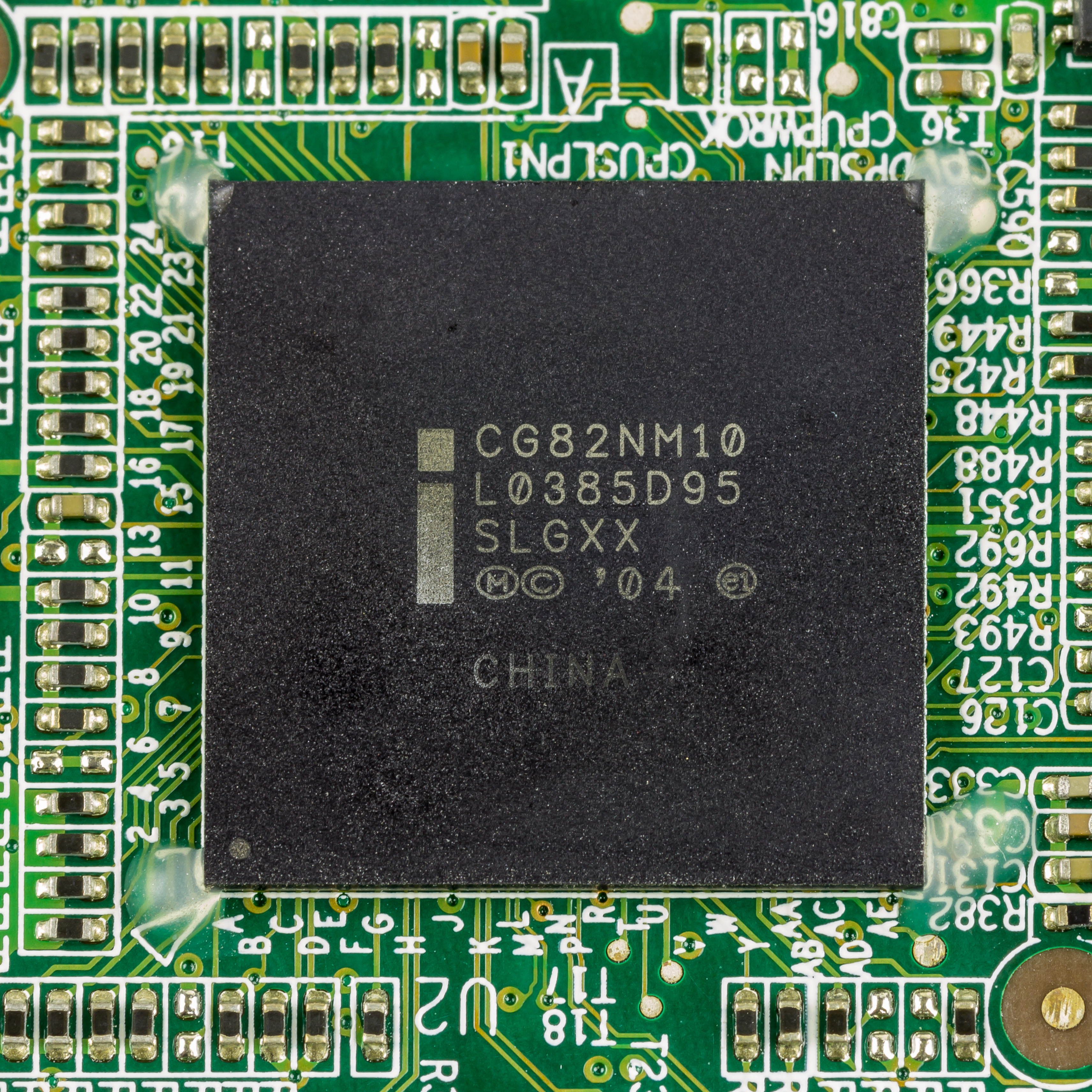
Intel CG82NM10 (Tiger Point)

Le platform controller hub (PCH) est un type de puce Intel, utilisée dans les chipsets à une seule puce, introduite en 2009. Elle succède aux chipsets à deux puces, southbridge (ICH) et northbridge (MCH). Le platform controller hub récupère les fonctions du southbridge et quelques fonctions du northbridge, la plupart des fonctions du northbridge étant incorporées au processeur (processeur avec bus type DMI) dans ces plateformes.
Cette puce gère notamment les connexions SATA, USB, Ethernet, comme les southbridge.